# Gnosippus klunzingeri klunzingeri
Gnosippus klunzingeri klunzingeri es una subespecie de arácnido  del orden Solifugae de la familia Daesiidae.

## Distribución geográfica
Se encuentra en Israel y en Egipto.